# Скнятиново (Петровское сельское поселение)
Скнятиново — село Ростовского района Ярославской области, входит в состав сельского поселения Петровское. 

## География
Расположено в 9 км на северо-восток от посёлка Петровское и в 13 км на юг от Ростова.

## История

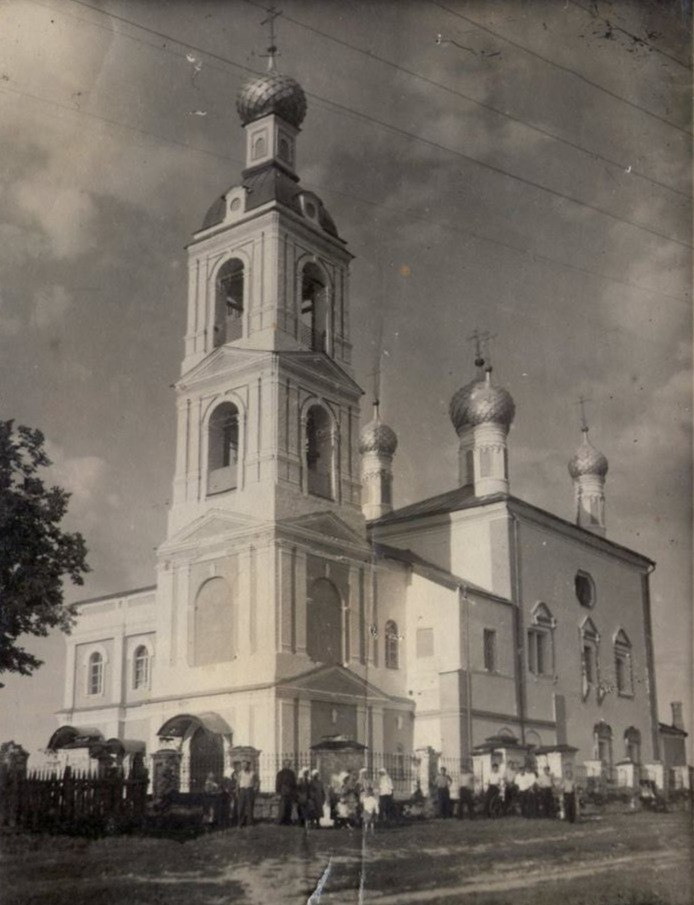
Церковь Казанской иконы Божией Матери. Архивное фото

Каменная пятиглавая церковь в связи с колокольней основана в 1693 году и имела пять престолов: Казанской Пресвятой Богородицы, Собора архистратига Михаила, св. Митрофана, св. Николая и св. Димитрия, Ростовского чудотворца.
В конце XIX — начале XX вв. село входило в состав Перовской волости Ростовского уезда Ярославской губернии. В 1885 году в селе был 81 двор.
С 1929 года село входило в состав Михайловского сельсовета Ростовского района, в 1935 — 1959 годах — в составе Петровского района, с 1954 года — в составе Никольского сельсовета (сельского округа), с 2005 года — в составе сельского поселения Петровское.

## Население
| 1859 | 1897 | 1914 | 2007 | 2010 |
| ---- | ---- | ---- | ---- | ---- |
| 504  | ↗577 | ↗609 | ↘343 | ↘297 |

## Инфраструктура
В селе имеются Скнятиновская основная общеобразовательная школа, детский сад, дом культуры, отделение почтовой связи.

## Достопримечательности
В селе расположена действующая церковь Казанской иконы Божией Матери (1693).

## В кино
Село Скнятиново и церковь Казанской иконы Божией Матери — стали основой сюжета и местом съемки художественного фильма «Иерей-сан. Исповедь самурая» (реж. Е. Баранов, 2015)